# UFC 8
UFC 8: David vs. Goliath foi um evento de artes marciais mistas promovido pelo Ultimate Fighting Championship, ocorrido em 16 de fevereiro de 1996 no Ruben Rodriguez Coliseum em Bayamon, Porto Rico. Esse foi o primeiro e único evento do UFC a acontecer em Porto Rico, foi transmitido ao vivo no pay-per-view e depois vendido para home video.

## Background
O UFC 8 contou com um torneio de oito lutadores, e uma luta pelo Cinturão Superfight do UFC entre o campeão Ken Shamrock e Kimo Leopoldo. O evento também contou com uma luta alternativa, que não foi mostrada na transmissão pay-per-view. O torneio não teve categorias, ou limites de peso. Um tempo limite de 10 minutos foi imposto em todas as lutas no torneio exceto a Superfight e a final (15 minutos).
As lutas do evento apresentaram lutadores grandes contra lutadores pequenos, assim dado o termo "David vs. Goliath". O promotor local para o primeiro e único evento profissional de artes marciais mistas foi Richy Miranda-Cortese, cuja empresa Sports & Entertainment Ltd teve que lhe dar com funcionários do governo local e justiça federal que planejavam cancelar o evento do Governo. Entre os funcionários do governo oficialmente foi o Governador Pedro Rosselló e diretor de Esportes e Recreação Erick Labrador. O evento contou com novas regras da comissão de boxe e imposição de uma lei que o proíbe que depois foi anulada após Miranda-Cortese lutar na corte.
O torneio contou com a luta entre Don Frye e Gary Goodridge, com Frye vencendo quando Goodridge desistiu.
Alguns dias antes do evento, o governo de Porto Rico criou uma lei banindo o evento. Dois dias antes do card, Cablevision se tornou a primeira grande operadora, de que nos próximos anos se tornaria quase todos os principais sistemas de cabo da América do Norte, para banir o show, afirmando que nunca esperava transmitir o UFC ou um tipo de programação similar cada vez mais. O evento é também notável como sendo o primeiro evento de MMA a obter críticas, incluindo do político de Michigan, Calvin McCard no site de protestos no site do UFC 8. Esses protestos provocariam o movimento nacional contra o MMA em 1996, liderada pelo senador de Arizona John McCain, que mais tarde temporariamente a derrubar o esporte nos Estados Unidos em 1997.

## Resultados
Nota 1 Pelo Cinturão Superfight do UFC.

Nota 2 Adkins substituiu Paul Varelans, que se lesionou em sua luta nas quartas de final.

Nota 3 Devido a lesões na luta, Varelans foi incapaz de continuar no torneio e foi substituído por Sam Adkins.

## Chave do Torneio
|  | Quartas de final  | Quartas de final | Quartas de final  |                |                | Semifinais      | Semifinais | Semifinais |  |  | Final | Final | Final |  |
|  |                   |                  |                   |                |                |                 |            |            |  |  |       |       |       |  |
|  | Estados Unidos    | Don Frye         | KO                |                |                |                 |            |            |  |  |       |       |       |  |
|  | Estados Unidos    | Don Frye         | KO                |                |                |                 |            |            |  |  |       |       |       |  |
|  | Porto Rico        | Thomas Ramirez   | 0:08              |                |                |                 |            |            |  |  |       |       |       |  |
|  | Porto Rico        | Thomas Ramirez   | 0:08              |                | Estados Unidos | Don Frye        | TKO        |            |  |  |       |       |       |  |
|  |                   |                  |                   |                | Estados Unidos | Don Frye        | TKO        |            |  |  |       |       |       |  |
|  |                   |                  | Estados Unidos    | Sam Adkins[a]  | 0:48           |                 |            |            |  |  |       |       |       |  |
|  | Estados Unidos    | Paul Varelans    | Estados Unidos    | Sam Adkins[a]  | 0:48           | DEC             |            |            |  |  |       |       |       |  |
|  | Estados Unidos    | Paul Varelans    |                   |                |                |                 |            |            |  |  |       |       |       |  |
|  | Brasil            | Joe Moreira      | 10:00             |                |                |                 |            |            |  |  |       |       |       |  |
|  | Brasil            | Joe Moreira      | 10:00             |                | Estados Unidos | Don Frye        | FIN        |            |  |  |       |       |       |  |
|  |                   |                  |                   |                |                |                 |            |            |  |  |       |       |       |  |
|  |                   |                  | Trindade e Tobago | Gary Goodridge | 2:14           |                 |            |            |  |  |       |       |       |  |
|  | Estados Unidos    | Jerry Bohlander  | Trindade e Tobago | Gary Goodridge | 2:14           | FIN             |            |            |  |  |       |       |       |  |
|  | Estados Unidos    | Jerry Bohlander  |                   |                |                |                 |            |            |  |  |       |       |       |  |
|  | Estados Unidos    | Scott Ferrozzo   | 09:03             |                |                |                 |            |            |  |  |       |       |       |  |
|  | Estados Unidos    | Scott Ferrozzo   | 09:03             |                | Estados Unidos | Jerry Bohlander | 5:31       |            |  |  |       |       |       |  |
|  |                   |                  |                   |                | Estados Unidos | Jerry Bohlander | 5:31       |            |  |  |       |       |       |  |
|  |                   |                  | Trindade e Tobago | Gary Goodridge | TKO            |                 |            |            |  |  |       |       |       |  |
|  | Trindade e Tobago | Gary Goodridge   | Trindade e Tobago | Gary Goodridge | TKO            | TKO             |            |            |  |  |       |       |       |  |
|  | Trindade e Tobago | Gary Goodridge   |                   |                |                |                 |            |            |  |  |       |       |       |  |
|  | Estados Unidos    | Paul Herrera     | 5:31              |                |                |                 |            |            |  |  |       |       |       |  |

- a. ^  Devido as lesões sofridas, Paul Varelans não pôde continuar no torneio e foi substituído por Sam Adkins (este tinha vencido Keith Mielke na luta de reserva).

## Ligações Externas
- Resultado do UFC 8 no Sherdog.com
- UFC 8 Análise de Lutas
- Website Oficial do UFC